# Debby Boone
Debby Boone (Hackensack, Nueva Jersey; 22 de septiembre de 1956), cuyo verdadero nombre es Deborah Ann Boone, es una cantante y actriz de teatro estadounidense. 
Es más conocida por su único hit «You Light Up My Life» (1977), que permaneció durante diez semanas en el número 1 de la lista del Billboard Hot 100 y la llevó a ganar el premio Grammy por mejor nuevo artista al siguiente año. Sin embargo, nunca logró superar el éxito que tuvo con esa balada.

## Biografía

### Inicios
Es hija del cantante e ícono de los años 1950 Pat Boone y Shirley Lee Foley Boone (hija del cantante de country Red Foley). A los 14 años salía de gira con sus padres y tres hermanas (Cherry, Lindy y Laury). Llegaron dos veces a listas de Billboard con «When The Lovelight Starts Shining Through His Eyes» (n.º 25) y «Hasta mañana» (n.º 32).

### "You Light Up My Life"
Con sus hermanas mayores casadas y su hermana menor Laury en la universidad, Boone fue alentada activamente por el productor Mike Curb para lanzar una carrera en solitario. Boone lanzó su primer trabajo en solitario, "You Light Up My Life" (que había aparecido en la película del mismo nombre), en 1977. La canción se convirtió en el mayor éxito de la década de 1970[4] durando diez semanas consecutivas en el número 1 en el Billboard Hot 100, más que cualquier otra canción en la historia del Hot 100 hasta ese momento.[5] (En 2008, Billboard clasificó la canción como la número 7 entre todas las canciones que entraron en los 50 años de historia del Hot 100). La canción le valió a Boone un Premio Grammy al Mejor Artista Nuevo y un Premio de la Música Americana al Sencillo Pop Favorito de 1977.[6] También recibió nominaciones al Grammy por Mejor Interpretación Vocal Pop – Femenina y Grabación del Año ganadas, respectivamente, por Barbra Streisand ("Love Theme From "A Star Is Born" (Evergreen)") y The Eagles ("Hotel California"). "You Light Up My Life" también tuvo éxito en las listas de singles Adult Contemporary (n.º 1 durante una semana) y Country (n.º 4) de Billboard.[7] El sencillo y el álbum (n.º 6 Pop, n.º 6 Country) del mismo nombre fueron certificados platino.
La canción, escrita y producida por Joe Brooks, fue de la película del mismo nombre. Brooks ganó premios a la Canción del Año en los Grammys de 1978[8] y en los Oscar[9] por escribir la canción. (Boone interpretó la canción en ambas entregas de premios). La versión de Boone no fue utilizada en la película, ni apareció en su banda sonora. La canción fue sincronizada con los labios en la película por su estrella, Didi Conn, interpretando las voces grabadas por Kacey Cisyk.[10] Fue escrita como una canción de amor, pero Boone interpretó la canción como inspiradora y declaró que grabó la canción para Dios.[11]
El éxito de la Boone de la noche a la mañana la llevó a una gira con su padre[5] y frecuentes apariciones en televisión, pero no pudo mantener su éxito en la música pop después de "You Light Up My Life". Su siguiente sencillo, "California" (también escrito y producido por Joe Brooks), alcanzó el puesto número 50 Pop y el número 20 AC,[2] y fue incluido en el segundo álbum de Boone, Midstream, que flaqueó en el número 147 Pop. Su siguiente sencillo, el doble cara "God Knows"/"Baby I'm Yours", también tuvo problemas, alcanzando el puesto número 74 de Pop, convirtiéndose en su última entrada en el Hot 100.[2] Sin embargo, el sencillo trazó AC (n.º 14) y devolvió a Boone a la lista country (n.º 22). Boone luego lanzó otro tema de la película, "When You're Loved", de The Magic of Lassie. Al igual que "You Light Up My Life", la canción fue nominada para un Premio de la Academia por sus compositores, los Sherman Brothers,[11] pero no logró replicar el éxito de su primer sencillo, llegando solo al número 48 de AC. La personalidad saludable de Boone contrastó con la industria de la música pop consciente de la imagen, liderando su carrera en diferentes direcciones musicales.
Posteriormente, no pudo mantener el mismo nivel; su siguiente sencillo llamado «California» (también escrito y producido por Joe Brooks) apenas llegó al 50 y su segundo álbum, Midstream, se quedó en el puesto 147 Pop. Lanzó entonces otro tema relacionado con una película, la canción «When You're Loved» de The Magic of Lassie. Esta canción fue nominada al Oscar por sus compositores, los hermanos Sherman y llegó al puesto 48 en listas.

### Country
Empezó a enfocarse en la música country y lanzó «In Memory Of Your Love» (1978) que no tuvo mucha resonancia, pero un año después llegó al puesto 11 con «My Heart Has A Mind Of Its Own», una versión de una canción de Connie Francis. Tuvo otros tres éxitos con (n.º 25) «Breakin' In A Brand New Broken Heart», (n.º 48) «Everybody's Somebody's Fool» y (n.º 41) «See You In September».
Su siguiente álbum, Love Has No Reason (1980), producido por Larry Butler generó el éxito número 1 en listas country «Are You On The Road To Lovin' Me Again» además de «Free To Be Lonely Again» (Puesto 14) y «Take It Like A Woman» (puesto 44).

### Broadway
En 1981 estuvo de gira por Estados Unidos con la adaptación teatral de Siete novias para siete hermanos; llegó a Broadway en julio de 1982. Sin embargo, las fuertes críticas, incluyendo la del New York Times, llevó al cierre después de apenas 5 presentaciones. Siguió apareciendo en producciones como Camelot, Meet Me In St. Louis, South Pacific, The Human Comedy y The King And I. Ocasionalmente ha aparecido en televisión.

### Vida familiar
Después de Siete novias para siete hermanos, se interesó en la música cristiana llegando a ganar un premio GMA Dove y dos Grammys más, pero después de esto, se entregó a la crianza de sus hijos: Jordan (1980), las gemelas Gabrielle y Dustin (1983), y Tessa (1986). Boone se había casado con Gabriel Ferrer (hijo de José Ferrer y Rosemary Clooney) en 1979.
Quiso revivir su carrera lanzando Reflections Of Rosemary (2005), un álbum tributo a su suegra, Rosemary Clooney. Hizo una gira incluyendo el cabaré Feinstein de Nueva York, donde a menudo Clooney cantaba.

## Discografía

### Sencillos
| Año  | Título                                   | Posición en listas | Posición en listas | Posición en listas   | Álbum                                                           |
| Año  | Título                                   | U.S. Country       | Billboard Hot 100  | Adulto contemporáneo | Álbum                                                           |
| ---- | ---------------------------------------- | ------------------ | ------------------ | -------------------- | --------------------------------------------------------------- |
| 1977 | You Light Up My Life                     | 4                  | 1 (10 semanas)     | 1 (1 semana)         | You Light Up My Life                                            |
| 1978 | "California"                             | -                  | 50                 | 20                   | Midstream                                                       |
| 1978 | "God Knows/Baby, I'm Yours"              | 22/33              | 74/Flip            | 14/18                | Midstream/You Light Up My Life                                  |
| 1978 | "When You're Loved"                      | -                  | -                  | 48                   | Midstream                                                       |
| 1978 | "In Memory of Your Love"                 | 61                 | -                  | -                    | Sencillo only                                                   |
| 1979 | "My Heart Has A Mind Of Its Own"         | 11                 | -                  | -                    | Debby Boone                                                     |
| 1979 | "Breakin' In A Brand New Borken Heart"   | 25                 | -                  | -                    | Debby Boone                                                     |
| 1979 | "See You In September"                   | 41                 | -                  | 45                   | Sencillo only                                                   |
| 1979 | "Everybody's Somebody's Fool"            | 48                 | -                  | -                    | Sencillo only, later released on The Best Of Debby Boone (1986) |
| 1980 | "Are You On The Road To Lovin' Me Again" | 1 (1 semana)       | -                  | 31                   | Love Has No Reason                                              |
| 1980 | "Free To Be Lonely Again"                | 14                 | -                  | -                    | Love Has No Reason                                              |
| 1980 | "Take It Like A Woman"                   | 44                 | -                  | -                    | Love Has No Reason                                              |
| 1981 | "Perfect Fool"                           | 23                 | -                  | 37                   | Savin' It Up                                                    |
| 1981 | "It'll Be Him"                           | 46                 | -                  | -                    | Savin' It Up                                                    |

### Álbumes
- 1977 You Light Up My Life (n.º 6 Pop, n.º 6 Country)
- 1978 Midstream (n.º 147 Pop)
- 1979 Debby Boone
- 1980 Love Has No Reason (n.º 17 Country)
- 1980 With My Song... I Will Praise Him (n.º 9 Inspirational)
- 1981 Savin' It Up (n.º 49 Country)
- 1983 Surrender (n.º 7 Contemporary Christian)
- 1985 Choose Life (n.º 7 Contemporary Christian)
- 1987 Friends For Life (n.º 4 Contemporary Christian)
- 1989 Be Thou My Vision (n.º 23 Contemporary Christian)
- 1989 Home For Christmas
- 2005 Reflections of Rosemary